# رامي قنطاري
رامي قنطاري (مواليد 8 فبراير 1963) سباح لبناني. شارك في الألعاب الأولمبية الصيفية لعام 1984 ودورة الألعاب الأولمبية الصيفية لعام 1988.